# Leo Catozzo
Leo Catozzo (Adria, 10 dicembre 1912 – Santa Severa, 4 marzo 1997) è stato un montatore e sceneggiatore italiano.
È rimasto celebre soprattutto per avere inventato la giuntatrice, una piccola macchina usata per più di 30 anni in tutto il mondo per il montaggio della pellicola cinematografica.

## Biografia

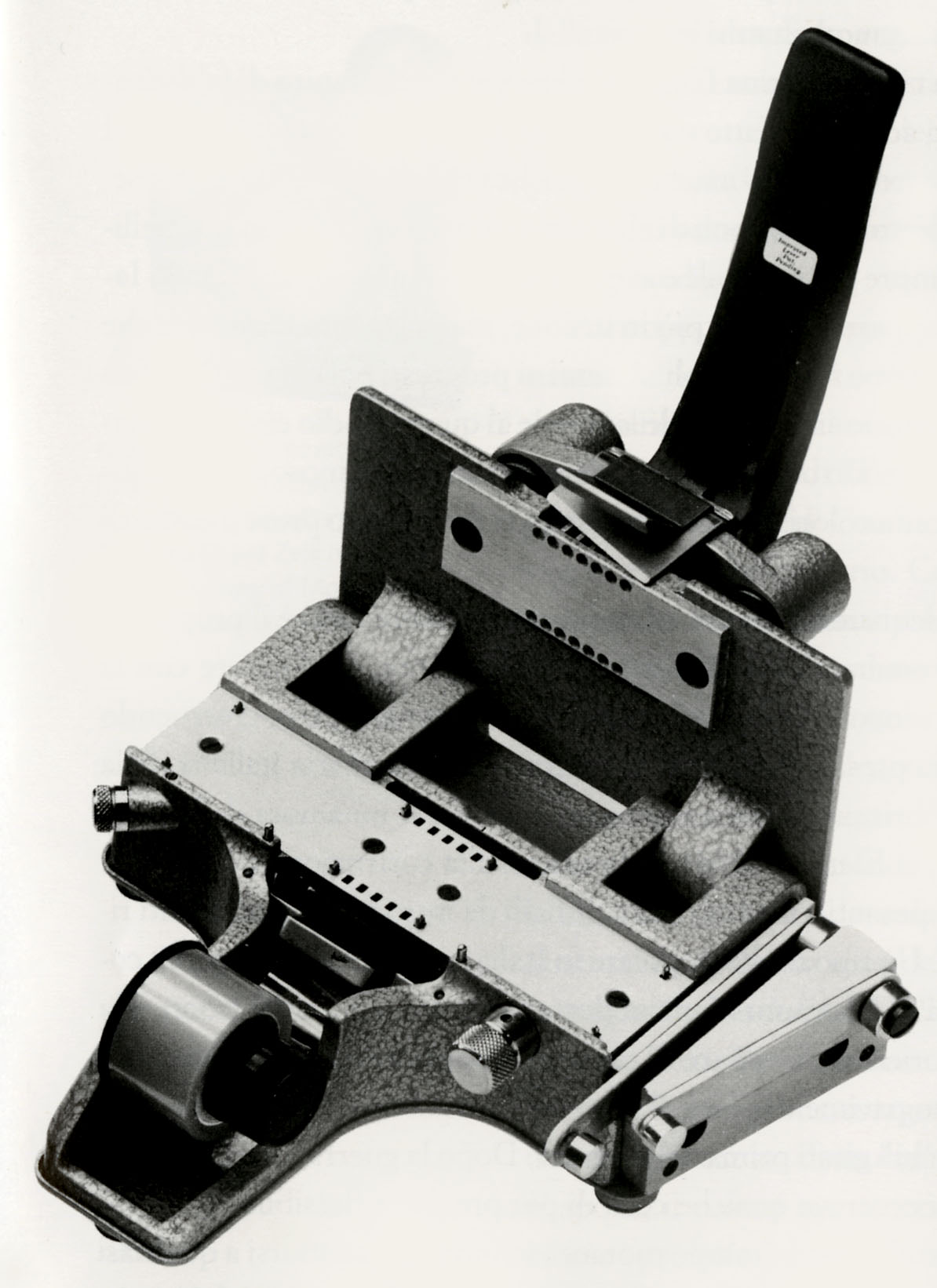
La giuntatrice Catozzo

Di famiglia veneta, figlio del sovrintendente teatrale e musicista Nino Cattozzo, si laureò in giurisprudenza e dapprima si dedicò alla musica, diplomandosi in violoncello al Conservatorio di Venezia. Trasferito a Roma, si iscrisse al Centro sperimentale di cinematografia conseguendo il diploma in scenografia e regia. Iniziò la carriera al cinema nel 1941 accanto a Mario Mattoli dapprima come sceneggiatore, poi come aiuto regista, rimanendo al fianco del regista di Tolentino fino al 1951.
Entrato in contatto con i produttori Carlo Ponti e Dino De Laurentiis, avviò con la loro casa di produzione una carriera di montatore durata fino al 1963 e lavorando con cineasti del calibro di Mario Soldati, Alberto Lattuada, King Vidor e René Clément. Ma il sodalizio artistico più importante lo ebbe con Federico Fellini, del quale curò il montaggio di quattro suoi capolavori.
Brevettò inoltre la famosa pressa che porta il suo nome, iniziando la produzione in serie presso una piccola officina a Santa Severa, la C.I.R. (Catozzo Incollatrici Rapide) e abbandonò il cinema per dedicarsi all'antica passione musicale. Muore all'età di 84 anni.

## Filmografia
- Voglio vivere così di Mario Mattoli (1941) sceneggiatore
- La donna è mobile di Mario Mattoli (1942) sceneggiatore
- Stasera niente di nuovo di Mario Mattoli (1942) aiuto regista
- Catene invisibili di Mario Mattoli (1942) aiuto regista
- I 3 aquilotti di Mario Mattoli (1942) aiuto regista e attore
- La valle del diavolo di Mario Mattoli (1943) sceneggiatore e montatore
- Ho tanta voglia di cantare di Mario Mattoli (1943) sceneggiatore e montatore
- La valle del diavolo di Mario Mattoli (1943) sceneggiatore e montatore
- Una piccola moglie di Giorgio Bianchi (1943) montatore
- La vita ricomincia di Mario Mattoli (1945) aiuto regista
- Partenza ore 7 di Mario Mattoli (1946) aiuto regista
- Fifa e arena di Mario Mattoli (1948) aiuto regista
- Totò sceicco di Mario Mattoli (1950) aiuto regista
- Angelo tra la folla di Leonardo De Mitri e Francesco De Robertis (1950) sceneggiatore e montatore
- Il padrone del vapore di Mario Mattoli (1951) aiuto regista
- Accidenti alle tasse!! di Mario Mattoli (1951) aiuto regista
- Totò terzo uomo di Mario Mattoli (1951) aiuto regista
- Anema e core di Mario Mattoli (1951) montatore
- I tre corsari di Mario Soldati (1952) montatore
- Jolanda, la figlia del Corsaro Nero di Mario Soldati (1952) montatore
- La provinciale di Mario Soldati (1953) montatore
- La lupa di Alberto Lattuada (1953) montatore
- La nave delle donne maledette di Raffaello Matarazzo (1953) montatore
- La mano dello straniero di Mario Soldati (1953) montatore
- Teodora, imperatrice di Bisanzio di Riccardo Freda (1954) montatore
- La strada di Federico Fellini (1954) montatore
- Ulisse di Mario Camerini (1954) montatore
- Attila di Pietro Francisci (1954) montatore
- La donna del fiume di Mario Soldati (1954) montatore
- Guerra e pace di King Vidor (1956) montatore
- Guendalina di Alberto Lattuada (1957) montatore
- Le notti di Cabiria di Federico Fellini (1957) montatore e attore
- La diga sul Pacifico di René Clément (1957) montatore
- Fortunella di Eduardo De Filippo (1958) montatore
- Vite perdute di Adelchi Bianchi e Roberto Mauri (1959) montatore
- Europa dall'alto di Severino Casara (1959) montatore, documentario
- La dolce vita di Federico Fellini (1960) montatore
- Dolci inganni di Alberto Lattuada (1960) montatore
- Lettere di una novizia di Alberto Lattuada (1960) montatore
- L'imprevisto di Alberto Lattuada (1961) montatore
- Boccaccio '70 epis. Le tentazioni del dottor Antonio di Federico Fellini (1962) montatore
- La steppa di Alberto Lattuada (1962) montatore
- 8½ di Federico Fellini (1963) montatore